# Elvis Patta
Elvis Adán Patta Quintero (Río Verde, Ecuador; 17 de noviembre de 1990) es un futbolista ecuatoriano. Juega de centrocampista y su actual equipo es Técnico Universitario de la Serie A de Ecuador.

## Trayectoria
Anotó el primer gol de la Copa Libertadores 2018 contra el Deportivo Táchira, cuando vestía la camiseta del Club Deportivo Macará.

## Estadísticas

### Clubes
Actualizado al último partido disputado el 17 de agosto de 2025.
| Club                            | Temporada     | Liga  | Liga  | Copas nacionales | Copas nacionales | Copas internacionales | Copas internacionales | Total | Total |
| Club                            | Temporada     | Part. | Goles | Part.            | Goles            | Part.                 | Goles                 | Part. | Goles |
| ------------------------------- | ------------- | ----- | ----- | ---------------- | ---------------- | --------------------- | --------------------- | ----- | ----- |
| El Nacional · Ecuador           | 2009          | 10    | 1     | -                | -                | -                     | -                     | 10    | 1     |
| El Nacional · Ecuador           | 2010          | 4     | 0     | -                | -                | -                     | -                     | 4     | 0     |
| El Nacional · Ecuador           | 2011          | 0     | 0     | -                | -                | -                     | -                     | 0     | 0     |
| El Nacional · Ecuador           | Total club    | 14    | 1     | -                | -                | -                     | -                     | 14    | 1     |
| Universidad Católica · Ecuador  | 2011          | 36    | 6     | -                | -                | -                     | -                     | 36    | 6     |
| Universidad Católica · Ecuador  | 2012          | 39    | 3     | -                | -                | -                     | -                     | 39    | 3     |
| Universidad Católica · Ecuador  | 2013          | 41    | 4     | -                | -                | -                     | -                     | 41    | 4     |
| Universidad Católica · Ecuador  | 2014          | 41    | 3     | -                | -                | 4                     | 0                     | 45    | 3     |
| Universidad Católica · Ecuador  | 2015          | 41    | 3     | -                | -                | 2                     | 0                     | 43    | 3     |
| Universidad Católica · Ecuador  | 2016          | 42    | 3     | -                | -                | 2                     | 0                     | 44    | 3     |
| Universidad Católica · Ecuador  | 2017          | 37    | 4     | -                | -                | 3                     | 0                     | 40    | 4     |
| Universidad Católica · Ecuador  | Total club    | 277   | 26    | -                | -                | 11                    | 0                     | 288   | 26    |
| Macará · Ecuador                | 2018          | 32    | 1     | -                | -                | 2                     | 1                     | 34    | 2     |
| Macará · Ecuador                | Total club    | 32    | 1     | -                | -                | 2                     | 1                     | 34    | 2     |
| Atlético Porteño · Ecuador      | 2019          | 12    | 1     | 2                | 0                | -                     | -                     | 14    | 1     |
| Atlético Porteño · Ecuador      | Total club    | 12    | 1     | 2                | 0                | -                     | -                     | 14    | 1     |
| C. S. Patria · Ecuador          | 2019          | 4     | 1     | 0                | 0                | -                     | -                     | 4     | 1     |
| C. S. Patria · Ecuador          | Total club    | 4     | 1     | 0                | 0                | -                     | -                     | 4     | 1     |
| Olmedo · Ecuador                | 2020          | 4     | 0     | 0                | 0                | -                     | -                     | 4     | 0     |
| Olmedo · Ecuador                | Total club    | 4     | 0     | 0                | 0                | -                     | -                     | 4     | 0     |
| Técnico Universitario · Ecuador | 2020          | 20    | 0     | 0                | 0                | -                     | -                     | 20    | 0     |
| Técnico Universitario · Ecuador | 2021          | 28    | 0     | 0                | 0                | -                     | -                     | 28    | 0     |
| Técnico Universitario · Ecuador | 2022          | 28    | 0     | 1                | 0                | -                     | -                     | 29    | 0     |
| Técnico Universitario · Ecuador | 2023          | 30    | 1     | 0                | 0                | -                     | -                     | 30    | 1     |
| Técnico Universitario · Ecuador | 2024          | 29    | 4     | 2                | 1                | 1                     | 0                     | 32    | 5     |
| Técnico Universitario · Ecuador | 2025          | 24    | 0     | 0                | 0                | 0                     | 0                     | 24    | 0     |
| Técnico Universitario · Ecuador | Total club    | 159   | 5     | 3                | 1                | 1                     | 0                     | 163   | 6     |
| Total carrera                   | Total carrera | 502   | 35    | 5                | 1                | 14                    | 1                     | 521   | 37    |
| 1. 2.                           |               |       |       |                  |                  |                       |                       |       |       |

## Palmarés

### Campeonatos nacionales
| Título  | Club                 | País    | Año  |
| ------- | -------------------- | ------- | ---- |
| Serie B | Universidad Católica | Ecuador | 2012 |

## Vida privada
Es hermano del también futbolista Henry Patta.